# Guido Marzulli
Guido Marzulli est un peintre italien contemporain, né le 8 juillet 1943 à Bari, dans la région des Pouilles, dans le sud de l'Italie.

## Biographie
Guido Marzulli   fréquente, encore jeune garçon, l’atelier de son père Michele Marzulli (aussi un poète) et de sa mère Rosa Tosches Marzulli (qui étaient, tous deux, d'habiles peintres).
Il commence très tôt sa formation artistique en participant assidûment aux réunions qui se déroulent dans le salon littéraire et artistique de la maison familiale, fréquentée par les meilleurs poètes et peintres des Pouilles.
À Bari, il passe son adolescence et termine ses études universitaires.
En 1970 il part pour Rome, où il se marie. Ici et en voyageant pour l'Europe il poursuit sa formation artistique, en étudiant les œuvres des grands artistes du passé (en particulier, Titien, Goya, Rembrandt, les Macchiaioli et les peintres de l'Impressionnisme).
Marzulli défend la peinture figurative et revendique le droit à la subjectivité de l'artiste dans une lettre du janvier 1977 , dans laquelle il déclare son opposition radicale à l’art minimal, à l'art conceptuel et aux tentatives rampantes pour remplacer la peinture et la sculpture avec d'autres formes d'art, ainsi exprimant des postes similaires à ceux qui le Trans-avant-garde italienne après soutiendra officiellement en 1980 .
Il obtient divers prix, notamment en 1990 la médaille d’or de la Biennale de Rome G. Tortelli,.
Au début des années 1990, sa palette devient plus soft avec la recherche des gris et une combinaison plus douce de couleurs et demi-teintes.
En 1991, il part pour Milan, où il s’établit avec sa famille. Toutefois il continue  à peindre aussi dans sa résidence d’été à Santa Severa (Rome).
Il est un représentant du réalisme figuratif contemporain.
Ses œuvres sont le résultat de ce qu’il voit dans la réalité quotidienne, à travers le filtre de ses sentiments personnels et les souvenirs de sa vie.
Sa peinture est entièrement figurative et il peint, avec un langage franc et une sensibilité chromatique, des paysages urbains animés, des scènes de la vie quotidienne, des marchés de quartier, des figures et des portraits.
Son attention est surtout tournée à la figure humaine, qui est toujours présente dans ses peintures qu’il interprète avec sensibilité et équilibre de composition.
Ses tableaux recomptent sans besoin d'intermédiaires.

## Musées
Les musées de Bari, sa ville natale, (Pinacothèque de Bari), de Latina (Galleria Civica d’Arte Moderna e Contemporanea di Latina), de  Foggia (Museo Civico e Civica Pinacoteca il "9cento" di Foggia) et de Matera (Museo Nazionale di Matera) conservent ses œuvres dans leurs collections.
Une collection de photographies de plusieurs de ses tableaux et les notices biographiques sur son œuvre figurent dans les dossiers de documents relatifs à cet artiste dans les archives bio-iconographiques du Bureau de surveillance de la Galerie nationale d'art moderne et contemporain à Rome, dépendant du ministère des Biens culturels d'Italie,

## Bibliographie

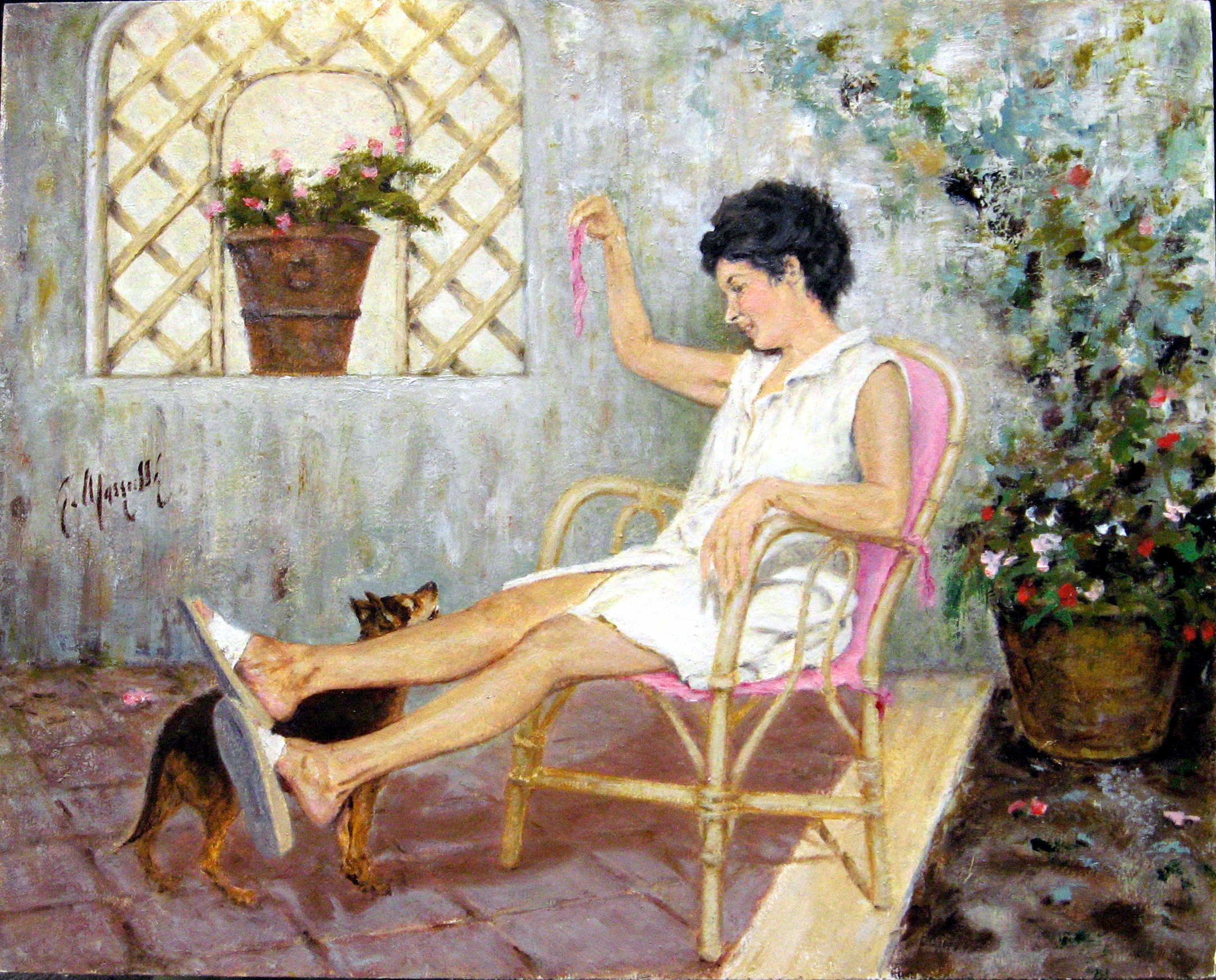
Guido Marzulli - Il gioco della cagnetta